# اتحاد خنشلة
اتحاد خنشلة، هو ناد جزائري لكرة القدم مقره خنشلة. تأسس عام 1943 وألوانه بيضاء وسوداء. ملعبه الرسمي هو ملعب عمار حمام الذي يتسع لـ 5000 متفرج. يلعب النادي حاليا في الرابطة الجزائرية المحترفة الأولى لكرة القدم.

## تاريخ
احتل النادي المركز الخامس في دوري الرابطة ما بين الجهات لكرة القدم موسم 2009–10، في 5 أغسطس 2020 صعد اتحاد خنشلة إلى الرابطة الجزائرية المحترفة الثانية لكرة القدم. وفي 21 مايو 2022 ترقى اتحاد خنشلة إلى الرابطة الجزائرية المحترفة الأولى.

## تشكيلة الفريق
آخر تحديث 21 يناير 2023

ملاحظة: تشير الأعلام إلى المنتخب الوطني على النحو المحدد في قواعد الأهلية للفيفا. قد يحمل اللاعبون أكثر من جنسية واحدة غير تابعة للفيفا.
| الرقم | البلد   | المركز | اللاعب                    |
| ----- | ------- | ------ | ------------------------- |
| 1     | الجزائر | حارس   | Oussama Filali            |
| 5     | الجزائر | مدافع  | نبيل سعدو                 |
| 7     | الجزائر | مهاجم  | سفيان بايزيد ‏             |
| 8     | الجزائر | وسط    | عبد الحكيم سامر (captain) |
| 10    | الجزائر | وسط    | Mohamed Yassine Athmani   |
| 11    | الجزائر | مهاجم  | حمزة زايدي                |
| 12    | الجزائر | مدافع  | Oussama Kaddour           |
| 13    | الجزائر | مهاجم  | Mohamed Amine Semahi      |
| 14    | الجزائر | وسط    | Fouad Haddad              |
| 15    | الجزائر | مدافع  | Abdelhalim Ameur          |

| الرقم | البلد   | المركز | اللاعب             |
| ----- | ------- | ------ | ------------------ |
| 16    | الجزائر | حارس   | Abdelhamid Brahimi |
| 18    | الجزائر | وسط    | Hamza Ziad         |
| 19    | غانا    | مهاجم  | Maxwell Baakoh     |
| 20    | نيجيريا | مهاجم  | Tosin Omoyele      |
| 21    | الجزائر | مدافع  | Aymen Attou        |
| 22    | الجزائر | مدافع  | Achref Aïb         |
| 23    | الجزائر | وسط    | Chakib Berkani     |
| 25    | الجزائر | مدافع  | Abdelhafid Hoggas  |
| 26    | الجزائر | مدافع  | Abdellah Meddah    |
| -     | الجزائر | مهاجم  | Ilyes Yaiche       |

## مواضيع ذات صلة
- كرة القدم في الجزائر
- الاتحادية الجزائرية لكرة القدم
- كأس الجمهورية الجزائرية لكرة القدم
- كأس الرابطة الوطنية الجزائرية لكرة القدم
- كأس السوبر الجزائري

## وصلات خارجية
- موقع الاتحاد الجزائري لكرة القدم
- الرابطة الجزائرية المحترفة الأولى، والثانية، لكرة القدم
- للرابطة الجهوية لكرة القدم لقسنطينة
- الرابطة الوطنية الجزائرية لكرة القدم هواة
- الرابطة ما بين الجهات لكرة القدم